# Lidón
|  | Per a altres significats, vegeu «José Lidón». |

Lidón és un municipi d'Aragó a la província de Terol i enquadrat a la comarca de la Comunitat de Terol.